# Christoph Nußbaumeder
Christoph Nußbaumeder (* 1978 in Eggenfelden) ist ein deutscher Dramatiker und Autor.

## Leben
Nußbaumeder hat von 1999 bis 2004 Rechtswissenschaften, Neuere Deutsche Literatur und Geschichte an der FU Berlin und an der Humboldt-Universität studiert. Nebenher assistierte er bei verschiedenen Theater- und Filmproduktionen, u. a. bei den Kinofilmen Duell – Enemy at the Gates und The Bourne Supremacy als Location Assistant. Seit 2004 arbeitet er als freiberuflicher Autor.
2005 nahm er am International Residency for Emerging Playwrights des Royal Court Theatre London teil. Nußbaumeder hat Kurzprosa in Anthologien veröffentlicht und Theaterstücke geschrieben. 2020 erschien bei Suhrkamp sein erster Roman Die Unverhofften über die Lebenslügen einer Unternehmer-Dynastie in Bayern in mehreren Generationen. Es handelt sich um eine in vierjähriger Arbeit entstandene Erweiterung des Konzepts seines Dramas Eisenstein (2010).

## Werke

### Dramen
- Mit dem Gurkenflieger in die Südsee, UA: 3. Juni 2005, Ruhrfestspiele Recklinghausen
- Mindlfinger Goldquell oder Wir scheißen auf die Ordnung der Welt, UA: 11. Februar 2006, Landestheater Linz
- Liebe ist nur eine Möglichkeit, UA: 17. Oktober 2006, Schaubühne am Lehniner Platz
- Offene Türen, UA: 5. April 2007, Nationaltheater Mannheim
- Ich werde nicht sterben / In meinem Bett (Kurzmonolog), UA: 16. Mai 2007, Schauspielhaus Bochum
- Jetzt und in Ewigkeit, UA: 15. Dezember 2007, Nationaltheater Mannheim
- Mörder-Variationen, UA: 10. Mai 2008, Schauspiel Köln
- Terminator (Ein Jugendtheaterstück), UA: 13. November 2009, Schauspiel Essen
- Die Kunst des Fallens, UA: 3. Juni 2010, Schauspiel Köln
- Die Einsamkeit der Fußballfelder (Kurzmonolog), UA: 26. Juni 2010, Schauspielhaus Bochum
- Eisenstein, UA: 26. September 2010, Schauspielhaus Bochum
- Meine gottverlassene Aufdringlichkeit, UA: 18. September 2012, Sophiensaele Berlin
- Mutter Kramers Fahrt zur Gnade, UA: 15. Mai 2013, Ruhrfestspiele Recklinghausen
- Von Affen und Engeln, UA: 13. Mai 2015, Ruhrfestspiele Recklinghausen
- Das Fleischwerk, UA: 12. September 2015, Schauspielhaus Bochum
- Das Wasser im Meer, UA: 13. Mai 2016, Landestheater Linz
- Margarete Maultasch, UA: 5. Oktober 2018, Landestheater Schwaben
- Im Schatten kalter Sterne, UA: 6. Oktober 2018, Theater und Orchester Heidelberg

### Bearbeitungen für die Bühne
- Eine Zierde für den Verein (Nach dem Roman von Marieluise Fleißer), UA: 15. Oktober 2011, Stadttheater Ingolstadt
- Die Perlmutterfarbe (Nach dem Roman von Anna Maria Jokl), UA: 7. November 2013, Düsseldorfer Schauspielhaus

### Romane
- Die Unverhofften. Roman. Suhrkamp, Berlin 2020, ISBN 978-3-518-42962-4.
- Das Herz von allem. Roman. Rowohlt, Hamburg 2025, ISBN 978-3-7371-0225-4.

## Auszeichnungen
- 2004 Thomas-Bernhard-Stipendium des Landestheaters Linz
- 2004 Preis des Stückewettbewerbs der Berliner Schaubühne
- 2005 Nominierung für den Nestroy-Theaterpreis
- 2007/8 Hausautor am Nationaltheater Mannheim
- 2010 Autorenpreis des Kunstsalon Köln
- 2010 Kulturpreis des Landkreises Dingolfing-Landau
- 2016 IBK-Förderpreis
- 2021 Grimmelshausen-Preis für Die Unverhofften
- 2021 Literaturpreis des Wirtschaftsclubs im Literaturhaus Stuttgart für Die Unverhofften